# Rue du Pont-aux-Choux
Pour les articles homonymes, voir Rue du Pont.
La rue du Pont-aux-Choux est une voie située dans le 3e arrondissement de Paris.

## Situation et accès
Longue de 171 mètres, elle commence au 113, boulevard Beaumarchais et 1, boulevard des Filles-du-Calvaire et finit au 86, rue de Turenne.
Le quartier est desservi par la ligne 8 à la station Saint-Sébastien - Froissart.

## Origine du nom
Le nom de cette rue provient à la fois d'un pont sur l'égout que recouvre aujourd'hui la rue de Turenne et des légumes que l'on cultivait sur les terrains que le chemin traversait. 

## Historique
Son nom lui fut attribué vers 1610-1612.
À la fin du XVIe siècle, ce n'était qu'un chemin qui conduisait d'une poterne située au niveau de l'enceinte de Charles V à des marais ou l'on cultivait des choux et d'autres légumes. Cette poterne remplacée par une porte, la porte Saint-Louis, lors de sa reconstruction en 1674 était à l'emplacement d'une porte de France comprise dans le projet lancé par Henri IV d'une place de France abandonné après la mort du roi en 1610. La rue est comprise dans l'espace de cette place. Cet espace est urbanisé avec plusieurs rues à proximité à la suite du début de réalisation de ce projet grandiose.
À l'endroit où cette rue prend naissance était un ponceau, ou petit pont, qui servait à traverser l'égout que la rue de Turenne couvre aujourd'hui.
Dans un procès-verbal d'arpentage du 2 janvier 1624, on voit que la rue du Pont-aux-Choux était presque entièrement construite.
Sous la Révolution et le Premier Empire, cette rue est appelée « boulevard du Pont-aux-Choux ».

## Bâtiments remarquables et lieux de mémoire
- No 3 : Michel Villedo, un maître maçon résida au 3, rue du Pont-aux-Choux[2]. L'immeuble de style Louis XIII est conservé, il comporte une façade de trois travées avec trois étages. Les lucarnes maçonnées sur cour sont bien conservées. Un escalier limon sur limon en bois, avec des balustres tournés, permet d'accéder aux étages.
- Nos 11-13: la guillotine a été entreposée dans un hangar à cette adresse de la rue pendant sept ou huit ans à partir de 1849.

Immeubles non localisés
- Cartouche est né dans cette rue en 1693.
- Le côté nord de la rue longeait l'ancien couvent des Filles-du-Calvaire.
- Le 31 août 1776 eut lieu la vente d’une maison sise au coin de la rue Saint-Louis  et celle du Pont-aux-Choux, faite par Marie  Jeanne Le Bouteiller de la Varenne, à Louis Jean-Baptiste Nores, maître sellier carrossier, et  Marie Françoise Mony, sa femme[3].
- Le 21 juin 1786, vente d’une maison sise rue du Pont-aux-Choux par Jérôme André Le Féron, chevalier, à Louis François de Lyonne, comte de Servon[4].